# Mahmoud Hojjati
Mahmoud Hojjati (in persiano محمود حجتی‎) (Najafabad, 9 ottobre 1955) è un politico iraniano.

## Biografia
Attuale Ministro dell'agricoltura Jihad, ha ricoperto questa carica anche in precedenza, dal 2001 al 2005, sotto la presidenza di Mohammad Khatami. Ministro delle strade e dello sviluppo urbano dal 1997 al 2001 e governatore del Sistan e Baluchistan dal 1989 al 1994, fa parte del comitato centrale del Fronte di Partecipazione dell'Iran Islamico.